# Polymerus illini
Polymerus illini är en insektsart som beskrevs av Knight 1941. Polymerus illini ingår i släktet Polymerus och familjen ängsskinnbaggar. Inga underarter finns listade i Catalogue of Life.